# Stowarzyszenie na rzecz Rozwoju Społeczeństwa Obywatelskiego „Pro Humanum”
Stowarzyszenie na rzecz Rozwoju Społeczeństwa Obywatelskiego „Pro Humanum” – organizacja pozarządowa założona w 2006 roku, zajmująca się szeroko pojętymi prawami człowieka i walką z dyskryminacją.

## Historia i współczesność
Stowarzyszenie Pro Humanum powstało w 2006 roku z inicjatywy Jolanty Lange i jej przyjaciół. Działalność organizacji ma na celu budowanie otwartego społeczeństwa obywatelskiego, przeciwdziałanie dyskryminacji i zapobieganie wykluczeniu społecznemu. Stowarzyszenie podkreśla wagę edukacji w kreowaniu postaw tolerancji, otwartości i niedyskryminacji. Prowadzi szkolenia, organizuje konferencje i seminaria, wydaje publikacje, bierze udział w kampaniach społecznych i prowadzi bezpośrednią pomoc doradczą dla osób, które z różnych przyczyn nie radzą sobie z rzeczywistością.
Organizacja współpracowała m.in. z Urzędem m. st Warszawy oraz Policją Polską. Wśród publikacji wydanych przez Pro Humanum znajdują się Poradnik antydyskryminacyjny dla funkcjonariuszy policji 2009, Warszawa – miasto wielu kultur 2010 oraz Afrykańska Układanka 2019. Od 2017 roku Pro Humanum jest współgospodarzem i operatorem działającego na warszawskiej Pradze Centrum Wielokulturowego.
Obecnie prezesem organizacji jest politolożka i edukatorka Beata Machul-Telus. Wcześniej przez długi czas na czele organizacji stała Jolanta Lange. Członkiem zarządu jest m.in. Lech Nijakowski, profesor Uniwersytetu Warszawskiego.